# Karakterskuespiller
En karakterskuespiller er en skuespiller, der spiller usædvanlige, interessante eller excentriske biroller. Udtrykket, der ofte forstås som en modsætning til hovedrolleskuespiller, er dog noget tvetydigt: i bogstavelig forstand kan alle skuespillere betragtes som karakterskuespillere, da de alle spiller karakterer, men sædvanligvis bruges begrebet om en skuespiller, der spiller markante og vigtige biroller. Nogle gange bruges det om en skuespiller, der spiller karakterer, der er meget forskellige fra dem selv, mens udtrykket andre gange bruges om en skuespiller, der har specialiseret sig i mindre roller. I begge tilfælde er karaktererne større roller end bare småroller eller statister. Udtrykket bruges primært til at beskrive tv- og filmskuespillere og er mindre brugt til at beskrive teaterskuespillere.